# Klöpfler Tibor
Klöpfler Tibor (Budapest, 1953. május 3. –) Balázs Béla-díjas (2002) operatőr, filmrendező.

## Életpályája
1980–1984 között a Színház- és Filmművészeti Főiskola hallgatója volt film- és televízió operatőr szakon. 1987 óta amerikai produkciókban dolgozik Ragályi Elemér társoperatőreként.
Janisch Attila, Csillag Ádám, Mész András, Sopsits Árpád, Xantus János, Mészáros Márta munkatársa volt.

## Filmjei

### Operatőrként
- Egyérintő (1982)
- Az áldozat (1984)
- Bebukottak (1985)
- Lélegzetvisszafojtva (1985)
- Filmszemle '86 (1986)
- Vakond (1986)
- Rocktérítő (1988)
- Dunaszaurusz (1988)
- Volt egyszer egy légió (1989)
- Az én légióm (1989)
- Céllövölde (1989)
- Szoba kiáltással (1990)
- Edith és Marlene (1992)
- A kintornás naplója (1992)
- Lakatlan ember (1992) (forgatókönyvíró és rendező is)
- Intermezzo (1993)
- Priváthorvát és Wolframbarát (1993)
- Rám csaj még nem volt ilyen hatással (1993)
- Rúzs (1993)
- A színésznő és a halál (1993)
- Amor fati (1997)
- Sako menyegzője (1998)
- A tekerőlantos naplója (1998)
- Főtér (1999)
- El Nino – A Kisded (2000) (forgatókönyvíró és rendező is)
- Tiszta lap (2001)
- Szemlevillanás (2003)
- Mányoki Ádám (2003)
- A hat lépés hatalma (2008)

### Rendezőként
- Vendégjáték (1983)

### Színészként
- Tabló – Minden, ami egy nyomozás mögött van! (2008)

### Egyéb filmjei
- A nagy generáció (1985)
- Varázslat – Queen Budapesten (1987)
- Túsztörténet (1989)
- Végzetes végjáték (2000)

## Díjai
- A chicagói fesztivál Arany Plakettje (1990)
- a filmkritikusok B. Nagy László-díja (1991)
- a filmszemle különdíja (2000) El Nino – A Kisded